# Kvinden og Samfundet
Kvinden og Samfundet är världens äldsta kvinnosakstidning, utgiven av Dansk kvindesamfund sedan januari 1885 och fortfarande i tryck. Elisabeth Grundtvig var tidningens första chefredaktör. Fram till 1899 utgavs 8–12 nummer per år, sedan blev tidningen under en kort period ett veckoblad innan utgivningen 1902 justerades till mer eller mindre två nummer per månad. I modern tid ges tidningen ut på ideell basis som magasin två gånger per år.
I första numret av tidskriften beskrivs avsikterna bakom dess bildande i fyra punkter:
1. Ge upplysningar om kvinnans situation i Danmark
2. Meddela sig och informera om situationen i andra civiliserade länder
3. Att föra en mångsidig diskussion kring spörsmålen
4. Att skapa förslag till reformer